# Kazuhiro Suzuki
Kazuhiro Suzuki (jap. 鈴木 和裕, Suzuki Kazuhiro; * 16. November 1976 in Tokio) ist ein ehemaliger japanischer Fußballspieler.

## Karriere
Der rechte Verteidiger absolvierte in seiner Karriere 403 Spiele mit einer Gesamtzeit von 33.178 Minuten auf dem Rasen. Insgesamt schoss er 4 Tore. 2010 beendete er dann seine Karriere.

### Nationalmannschaft
Mit der japanischen Nationalmannschaft qualifizierte er sich für die Junioren-Fußballweltmeisterschaft 1995.

## Erfolge
Kyoto Purple Sanga
- Japanischer Pokalsieger: 2002